# Ceraria longipedunculata
Ceraria longipedunculata är en tvåhjärtbladig växtart som beskrevs av Hermann Merxmüller och Dieter Podlech. Ceraria longipedunculata ingår i släktet Ceraria och familjen Didiereaceae. Inga underarter finns listade i Catalogue of Life.